# Doctor Flake
Doctor Flake, de son vrai nom Jean-Marie Léger, est un producteur et compositeur français.

## Biographie
Jean-Marie Léger est né à Annecy. Il lance sa carrière musicale en 2003 en se consacrant au sampling. À la sortie de son premier album, Intervention chirursicale, la presse française compare majoritairement cette démarche à celle de DJ Shadow, un des deux précurseurs de l'abstract hip-hop.
La sortie de son deuxième album, Paradis Dirtyficiels, en 2007 continue sur cette tendance avec une précision plus affinée sur les textures de son. « Parmi ces nouveaux morceaux, trois sont sélectionnés et joués par DJ Krush, l'autre précurseur du hip-hop expérimental. » La même année, en 2007, Doctor Flake remixe le titre Escape Lane de Vale Poher ; ce remix amorce une collaboration entre les deux artistes qui aboutit à trois titres en commun figurant sur l'album Minder Surprises (Fightclubbing, Melting Feelings, Loveless). Cet album accueille aussi le rappeur Miscellaneous du groupe Fumuj et le disc jockey du Peuple de l'herbe, DJ Pee.
En 2010, Doctor Flake fait partie des deux groupes sélectionnés pour représenter la région Rhône-Alpes au Printemps de Bourges. Il enchaîne une trentaine de concerts en France et au Benelux. Les meilleurs moments scéniques furent les Festivals Garorock et Astropolis.
En janvier 2011, contacté par la société chargée de la production du 1er long métrage de Géraldine Maillet, désireuse d'intégrer A last dance with Léon à la bande originale du film, il travaille à l'adaptation du titre en le déclinant en trois versions principales. Le film After sort en 2012. Le 2 septembre 2011 arrive Flake up, son quatrième album studio sur lequel on retrouve Vale Poher, Miscellaneous, Dj Pee et à qui viennent s'ajouter les auteurs Nawelle Saidi et Black Sifichi (en). Cet album obtient un succès médiatique plus important que ses prédécesseurs avec des morceaux plus « pop » comme Followers et Addiction qui intègrent les playlists hip hop des radios Le mouv et Couleur 3.
En 2012, il contacte Christine Ott, une ondiste française, découverte lors d'un concert de Yann Tiersen et lui propose de revisiter le titre Silver. Une version extended et un remix du titre sont dévoilés cette année-là. Entre 2012 et 2013, l'album Acchordance est composé puis enregistré et sort en février 2014. Cet album, toujours basé sur l'échantillonnage, véritable leitmotiv du compositeur, marque cependant un tournant dans le processus de réalisation avec l'arrivée du guitariste Yacine El Fath pour la composition d'une bonne partie des guitares. Pour gagner en flexibilité et en musicalité par rapport au sample, le parti prit est de s'inspirer des samples pour générer une nouvelle matière première. C'est à ce moment-là que Doctor Flake détourne le célèbre principe de Lavoisier : « Rien ne se perd, rien ne se crée, tout se transforme » en « Rien ne se perd, tout reste à créer, alors transformons ». Cette première collaboration débouche naturellement sur l'envie de continuer l'aventure et la composition de Six se déroule entre août 2014 et juin 2015.
Ce nouvel album sort le 25 mars 2016 et accueille une nouvelle fois l'auteur Black Sifichi (en) et invite Awon, rappeur originaire de Newport, et Dj Lowcut sur le morceau We ready. 2016 est une belle année de concerts et cette nouvelle énergie va vite nourrir un nouvel élan créatif. Composés entre août 2016 et août 2017, l'album Divagations est le fruit d'une collaboration toujours plus solide entre Doctor Flake et Yacine El Fath, le premier proposant des samples au second qui lui retourne son interprétation acoustique. Cette matière riche en texture est le point de départ du développement des instrumentaux avant leurs rencontres avec une mystérieuse Diva synthétique qui vous emmènera divaguer dans les limbes de l'imaginaire de son compositeur. Cet album sort le 23 février 2018 en étant salué à la fois par le public et par la presse. Les morceaux Cinema, Boardwalk et Main street intègrent la programmation de FIP et de nombreuses radios indépendantes.
En travaillant un remix du morceau Cinema en 2019 (Cinema Dub version) un nouvel horizon d’expression et de composition apparaît, s'ensuit alors une succession de singles (Maasai, Hands, Winterness, Honolulu, Cinema (Dub version) avant l'arrivée de FLOATING (2022) Un huitième album sous le signe d’une musique plus rapide et plus électronique se mariant à merveille au passif mélodique du compositeur. Plus coutumier du Live depuis ses débuts, Doctor Flake ajoute une corde à son arc avec une nouvelle formule dj set qui alterne ou fusionne musique électronique et musique traditionnelle (Global bass, Organic House, Electro world, World) Sa musique ayant déjà été utilisée à l'image (Cinéma, Séries) elle ne l'avait pas encore été pour le théâtre et c'est chose faite depuis 2022 avec la composition de la bande originale de la pièce Les vilains petits mise en scène par Juliette Reydellet (Cie Figure)

## Discographie

### Albums studio
- 2005 : Intervention chirursicale (Zoo Records, puis New Deal / Differ-ant)
- 2007 : Paradis Dirtyficiels (New Deal / Differ-ant)
- 2009 : Minder Surprises (New Deal / Differ-ant)
- 2011 : Flake Up (New Deal / Differ-ant)
- 2014 : Acchordance (New Deal / Differ-ant)
- 2016 : Six (New Deal / Differ-ant)
- 2018 : Divagations (New Deal / Differ-ant)
- 2022 : Floating (New Deal)
- 2024 : Colors (New Deal)

### EPs et singles
- 2005 : Dope Beat vol. 1 (Supadope / Pias)
- 2007 : Dope Beat vol. 2 (Supadope / Pias)
- 2007 : Escape Lane Doctor Flake Remix, EP 3x2 (Blog Up Musique / Pias)
- 2011 : A Last Dance With Léon sur la compilation Nova Classics 10 (Nova records / Wagram)
- 2011 : Swell Line, (New Deal), premier single extrait de l'album FLAKE UP
- 2012 : Silver (New Deal), deuxième single extrait de l'album FLAKE UP avec une version longue qui accueille un arrangement aux Ondes Martenot de Christine Ott et un remix
- 2013 : Rock on (New Deal), EP trois titres
- 2017 : Boardwalk (single) (New Deal)
- 2018 : Main street (single) (New Deal)
- 2019 : Divagations - Remixed (EP) (New Deal)
- 2019 : Volcano (single) (New Deal)
- 2019 : Hands (single) (New Deal)
- 2020 : Breaking the wave (single) (The Outlaw Ocean LLC))
- 2020 : Winterness (single) (New Deal)
- 2020 : Lockdown (single) (New Deal)
- 2020 : Cinema dub version (single) (New Deal)
- 2020 : Kutiman Maasai - Doctor Flake remix (single) (New Deal)
- 2021 : Ayyuka in dub (single) (New Deal) - with the turkish band Ayyuka
- 2021 : New moon (single) (New Deal)
- 2021 : Pastels (single) (New Deal)
- 2021 : Waves (single) (New Deal)
- 2022 : Free at last? (single) (New Deal)
- 2022 : Atlas (single) (New Deal)
- 2022 : Honolulu (single) (New Deal)
- 2022 : Fall (single) (New Deal)
- 2023 : Vilains (single) (New Deal) - BO de la pièce Les vilains petits
- 2023 : Waiting for the light (single) (New Deal)
- 2023 : Camarades (single) (New Deal) - BO de la pièce Karim
- 2023 : Saya (single) (New Deal)
- 2023 : Mantra (single) (New Deal)

## Cinéma, théatre et autres compositions
- 2012 : A last dance with Leon adapté et décliné pour le long métrage "AFTER" de Géraldine Maillet
- 2020 : Les titres Oyang et SSS pursuit sont composés pour le EP Breaking the wave dans le cadre de la sortie du livre The Outlaw Ocean de Ian Urbina
- 2022 : Vilains est composé pour la pièce Les vilains petits mise en scene par Juliette Reydellet
- 2023 : Lonely road est synchronisé dans l'épisode 2 de la saison 1 de Mayfair witches
- 2023 : Camarades est composé pour la pièce Karim mise en scene par Juliette Reydellet